# Ambrakia
Ambrakia  (altgriechisch Ἀμβρακία; bis ins 4. Jahrhundert v. Chr. auch Ἀμπρακία Amprakia) war eine Stadt an der griechischen Westküste in der Region Epiros. Heute befindet sich dort die Stadt Arta.

## Mythologie
Ovid erwähnt die Stadt im Zuge der Seefahrt des Aeneas in den Metamorphosen und bezeichnet sie als 'im Götterstreit umkämpfte' Stadt.
Dieser Anspielung liegt eine Geschichte zugrunde, die der Mythograph Antoninus Liberalis unter Verwendung älterer Quellen berichtet: Apollo, Artemis und Herakles streiten sich um den Besitz beziehungsweise die Zuständigkeit für die Stadt und ziehen den Hirten Kragaleos als Richter heran. Dieser spricht das Urteil zu Gunsten von Herakles aus, weswegen Apoll ihn aus Zorn in einen Fels verwandelt.

## Geschichte
Um die Mitte des 7. Jahrhunderts v. Chr. wurde die Stadt als Kolonie Korinths gegründet und stand bis zu deren Vertreibung unter der Herrschaft der Kypseliden. Der Name leitet sich von dem in der Lagune gelegenen Kastell Ambrakos ab. Als Verbündeter Spartas nahm Ambrakia zuerst an den Perserkriegen und später am Peloponnesischen Krieg teil. Im letztgenannten militärischen Konflikt wurde es von Athen und den Akarnanen 426 v. Chr. bei Olpai besiegt. Später war es Mitglied des Korinthischen Bunds von 395 v. Chr. Zur Zeit der Regierung des Makedonenkönigs Philipps II. mit Athen verbündet, gelang es Demosthenes 342 v. Chr., die Besetzung Ambrakias durch Philipps Truppen zu verhindern. Dennoch geriet die Stadt bald in die Gewalt des Makedonenkönigs, der daraufhin in Ambrakia eine Garnison stationierte. Kurz nach der Thronbesteigung Alexanders des Großen (336 v. Chr.) vertrieben die Einwohner diese Besatzung, doch kam die Stadt wohl rasch wieder unter die Kontrolle Makedoniens.
Im 3. Jahrhundert v. Chr. wurde Ambrakia von dem Makedonenkönig Pyrrhos I. zur Hauptstadt seines Reichs gemacht und mit einem Königspalast ausgestattet. Von dieser Glanzzeit werden bei Ausschachtungen für Neubauten und Ausgrabungen bis heute Spuren gefunden. Ab etwa 230 v. Chr. war Ambrakia Mitglied des Aitolischen Bundes. Der römische Konsul Marcus Fulvius Nobilior belagerte 189 v. Chr. die Stadt und nahm sie nach deren Kapitulation kampflos ein. Zwar plünderte er Ambrakia nicht, ließ aber von dort zahlreiche wertvolle Kunstwerke wegschaffen und nach Rom überführen. Die Stadt wurde zunächst für frei erklärt, erhielt aber im Krieg gegen den Makedonenkönig Perseus eine römische Besatzung. 146 v. Chr. wurde sie nach der endgültigen Unterwerfung Griechenlands Teil des Römischen Reiches. Durch die Gründung von Nikopolis, für die sie zahlreiche Einwohner abgeben musste, verfiel sie weiter. Ambrakia ist trotzdem noch im 2. Jahrhundert n. Chr. als eigenständige Stadt nachweisbar.